# Fauna do Paraná

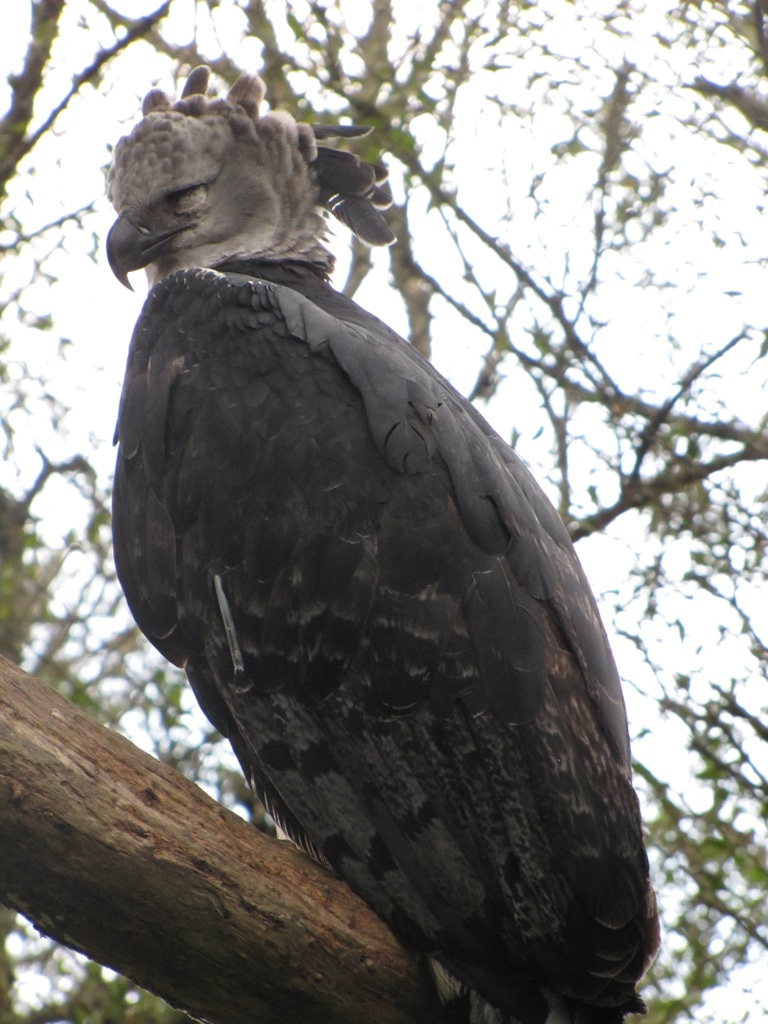
Harpia (Harpia harpyja) no Jardim Zoológico de Curitiba, imponente exemplar da avifauna paranaense.

A Fauna do Paraná envolve o conjunto de espécies de animais distribuídas por todo o território paranaense.
A fauna nativa paranaense é distribuída em dois biomas: Mata Atlântica e Cerrado. Os animais variam conforme o ambiente geográfico, constituindo-se espécies terrestres, que habitam as florestas e os campos, e aquáticas, que vivem nos rios ou no mar, além de anfíbios, que possuem habitat tanto na terra como na água.

## Animais
Segundo o ambiente geográfico existem na fauna do Paraná, animais que tem vida:
- Terrestre: Merecem destaque os animais silvestres e campestres que podem ser citados: anta ou tapir, lobo-guará, guaraxaim, caititu, bugio, onça, gato-do-mato, jaguatirica, tatu, paca, veado, quati, cobras (jararaca, cascavel, jararacuçu e urutu), etc. Merecem destaque algumas aves pelas suas belas plumas: papagaio, tucano, gralha, pica-pau, bem-te-vi, etc. As demais sabidas por serem aves cantoras: canário-da-terra, pintassilgo e sabiá. As demais, ainda merecem ser destacadas pelo tamanho: jacu, jacutinga, pomba silvestre, perdiz, codorna, inhambu, curucaca, socó, garça, harpia, entre outras.
- Anfíbia: A maioria dos animais tanto terrestres quanto aquáticos são: capivara, cágado, tartaruga-marinha, lontra, ariranha e o próprio jacaré, este que se encontra no rio Paraná e certos rios litorâneos.[1] Ainda existe duas espécies de sapos que são endêmicas do estado, a Brachycephalus coloratus e a Brachycephalus curupira.
- Aquática: Merecem ser destacados os peixes que vivem nos rios: jaú, dourado, pintado e o surubim, que se encontram no Rio Paraná e seus afluentes. Os os peixes que vivem no mar são a pescada, a tainha, o robalo, o linguado, etc, assim como o boto, que pertence à classes dos mamíferos.[1]

## Conservação

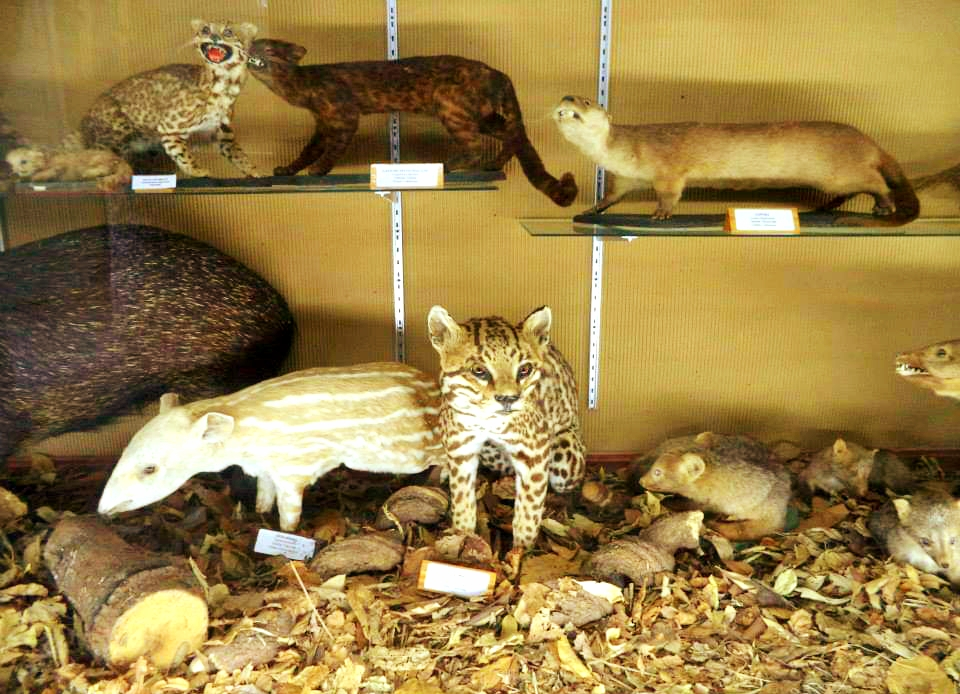
Animais taxidermizados típicos do Paraná, no Museu da Fauna e da Flora, no Parque Ecológico Samuel Klabin.

O Paraná foi o primeiro estado brasileiro a contar com uma legislação destinada à proteção da fauna, com a Lei nº 11.967 de 17 de fevereiro de 1995, que resultou em uma lista com 117 espécies de aves listadas. Em 2004 169 espécies de aves foram consideradas sob risco. Em 2018 o Paraná divulgou a atualização da Lista Vermelha de Aves Ameaçadas de Extinção no Paraná. Durante os levantamentos de campo foram avaliadas as 762 espécies de aves que existem no estado, chegando ao final com a indicação de 118 espécies de aves com algum grau de ameaça, sendo que 11 já estão regionalmente extintas.
Em 2004 o Livro Vermelho da Fauna Ameaçada no Estado do Paraná listou 344 espécies, sendo 163 espécies ameaçadas de extinção, como o tamanduá-bandeira, a onça-pintada e a harpia. A publicação envolve a análise do status das espécies de todos os grupos de vertebrados, incluindo peixes e anfíbios.
A atualização mais recente da fauna ameaçada de extinção do Estado se deu com a publicação do Decreto Estadual nº 6040/2024, que apresenta em anexo uma lista das espécies presentes no Paraná juntamente com seu estado de conservação.

## Na cultura

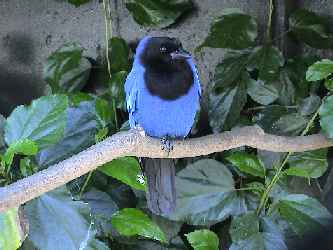
Cyanocorax caeruleus, gralha-azul ave-símbolo do Paraná.

Os animais estão representados também na cultura paranaense. No Paraná, declarou-se a gralha-azul como ave-símbolo do estado, por força da Lei Estadual nº 7.957, de 21 de novembro de 1984. Envolta em lendas, a ave está presente no folclore paranaense, além de contribuir para a manutenção das florestas de araucária, plantando a semente do pinheiro.
No brasão do Paraná, um dos símbolos oficiais do estado, aparece como timbre a figura de uma harpia (Harpia harpyja). A imponente exemplar da avifauna paranaense, era naturalmente encontrada nas matas mais densas do estado, com condições para se reproduzir, estando hoje em via de extinção.

## Espécies exóticas
Assim como em outras regiões do Brasil, diversas espécies exóticas de animais silvestres também foram introduzidas no Paraná. Espécies essas que são consideradas invasoras, podendo gerar problemas de desequilíbrio ecológico e ameaças para outras espécies endêmicas. Algumas espécies terrestre, como a Lebre-européia (Lepus europaeus) e o Javali (Sus scrofa). Insetos como a abelha-europeia (Apis mellifera); a abelha africana (Apis mellifera scutellata) e a vespa-da-madeira (Sirex noctilio). Animais tanto terrestres quanto aquáticos como a tartaruga-de-orelha-vermelha (Trachemys scripta elegans). Animais aquáticos como a água-viva asiática (Phyllorhiza punctata) e os peixes: bagre-africano (Clarias gariepinus); bagre de canal ou bagre-americano (Ictalurus punctatus); trairão (Hoplias lacerdae); carpa (Cyprinus carpio); tilápia-vermelha (Tilapia rendalli); tilápia-do-nilo (Oreochromis niloticus); truta-arco-íris (Oncorhynchus mykiss);
achigã (Micropterus salmoides); moluscos como o mexilhão-dourado (Limnoperna fortunei); o caramujo-gigante-africano (Achatina fulica); e o caracol (Bradybaena similaris).